# Saint-Gal-sur-Sioule
 Saint-Gal-sur-Sioule  là một xã ở tỉnh Puy-de-Dôme trong vùng Auvergne-Rhône-Alpes miền trung nước Pháp.